# کاشانی (طایفه)
کاشانی یا کشانی متخصصین قوم‌شناسی آنان را در زمزه بنی اشک یا به قول جی.پی. تیت نویسنده کتاب تاریخ سیستان،از سلاسه اشک‌کاپترا به حساب می‌آورند.
اشک کاپترا جد شاخه‌ای از پارتیان و هند قدیم‌اند که از آنان به عنوان پهلوی یاد می‌شود اشک موسس سلسله اشکانیان می‌باشد  بنابراین کشانی‌ها از حکومت مداران سلسله اشکانیان بوده‌اند. کشانی‌ها در منطقه‌ای بین سیستان کنونی تا کلات، پنجگور پاکستان و تا قندهار افغانستان و عشق آباد ترکمنستان پراکنده‌اند.
درمجموع طایفه کاشانی به همراه طوایفی همچون ارباب زهی ها ،بزرگ زاده های مکران(ملکزاده ونعمت اللهی زیر شاخه بزرگ زاده هستند)اززیرمجموعه های بلوچ قبائل به حساب می آیند.
امروز افراد طایفه کشانی در ایران و افغانستان و پاکستان و ترکمنستان زندگی می‌کنند.طایفه طوقی نیز از مجموعه طایفه کشانی می‌باشد ، اقوام طایفه کشانی اصالتاً آریایی نژاد و از قوم پارت می‌باشند و یکی از طوایف قوم بلوچ هستند..
کشانی . [ ک َ / ک ُ ] (ص نسبی ) منسوب به کشان یا کشانیه و آن شهری بوده‌است از بلاد سغد سمرقند و در شمال وادی سند قرار داشته و میان آن و سمرقند دوازده فرسنگ بوده‌است . (از ترجمه ٔ فتوح البلدان محمد ابراهیم آیتی ص 69). منسوب به ولایت کشان . (ناظم الاطباء) : 
زمین کشانی و ترکان و چین 
ترا باشد آن همچو ایران زمین .
سپه دید چندان که دریای روم
از ایشان نمودی چویک مهره موم
کَشانی و سکنی و وهری سپاه
دگرگونه جوشن دگرگون کلاه .
فردوسی .
ز سغد و کشانی سپه برگرفت
جهانی بدو مانده اندر شگفت .
فردوسی